# Objawienia Matki Boskiej Fatimskiej
Objawienia Matki Boskiej Fatimskiej (org. The Miracle of Our Lady of Fatima) − amerykański film dramatyczny z 1952 roku. Temat filmu nawiązuje do objawień Matki Bożej w Fatimie w 1917 roku.

## Obsada[1]
- Susan Whitney − Lúcia dos Santos
- Sherry Jackson − Jacinta Marto
- Sammy Ogg − Francisco Marto
- Gilbert Roland − Hugo da Silva
- Angela Clarke − Maria Rosa dos Santos
- Jay Novello − António dos Santos
- Frank Silvera − Artur dos Santos
- Richard Hale − ojciec Ferreira
- Norman Rice − Manuel Marto
- Frances Morris − Olímpia Marto
- Carl Milletaire − sędzia

## Nagrody i wyróżnienia
- 1953: Nominacja do Oskara w kategorii najlepsza muzyka (Max Steiner)[2].